# Blaise Gauquelin
Pour les articles homonymes, voir Gauquelin.
Blaise Gauquelin est un journaliste de l'Agence France-Presse.

## Biographie
- 2011 : prix Louise-Weiss du journalisme européen pour une enquête sur l'assassinat de dissidents tchétchènes en Europe, publiée dans l'hebdomadaire français L'Express [1].
- 2017 : prix de la meilleure enquête, pour un reportage sur les migrants homosexuels, paru dans le quotidien Le Monde le 11 octobre 2016[2].
- 2021: nomination prix franco-allemand du journalisme, pour une enquête sur les dernières naissances en camp de concentration nazi, parue sur le file de l'AFP[3].
- 2022: nomination au prix Daphne Caruana Galizia pour le journalisme pour le journalisme du parlement européen pour une enquête[4] sur les Tchétchènes, parue sur le file de l'AFP[5].

Contributions
Agence France-Presse, Le Monde, Radio France, Libération, L'Express, Arte, RFI, France24, Canal+, La Tribune de Genève, ORF.
Publications
Roman "Petit et Méchant", Ed. L'Altiplano, 2007. 